# Seebergkopf
Der Seebergkopf ist mit 1538 Meter die höchste Erhebung des Seeberges bei Bayrischzell im Mangfallgebirge. Er ist in einer leichten Wanderung über Bergwege und -steige vom Talort Bayrischzell (800 m) aus über die auf 1232 m befindliche Neuhüttenalm – die älteste noch bestehende Leitzachtaler Alm, ein Blockbau aus dem Jahr 1678 – und die Seebergalm (1360 m) zu erreichen. Markant ist ein großer Bergsturz an seiner Nordseite. Der Name Seebergkopf stammt von einem nahe dem Gipfel (Richtung Seebergschneid) früher existierenden See, dessen Umrisse heute noch erkennbar sind.

## Galerie

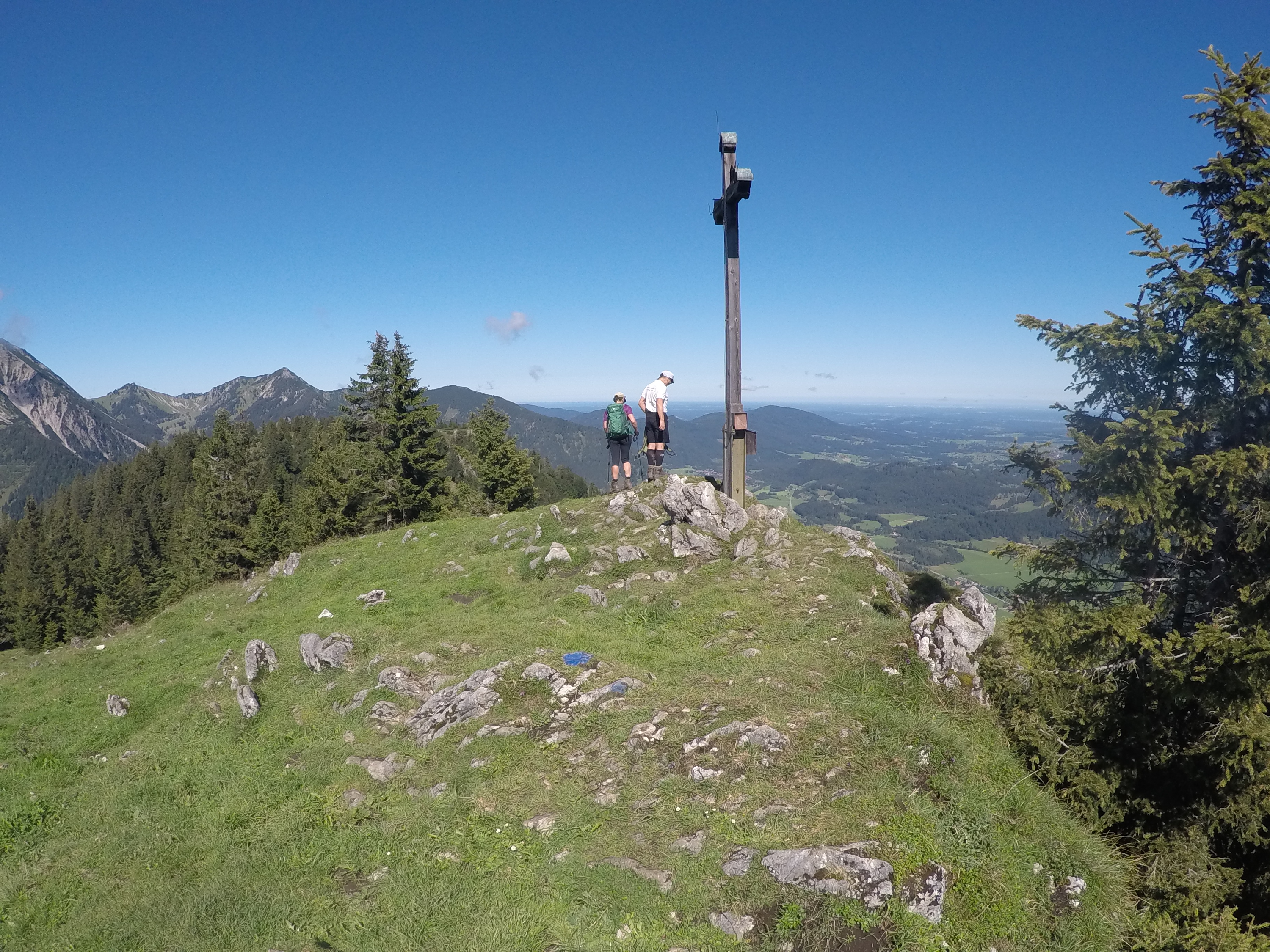
Gipfelkreuz
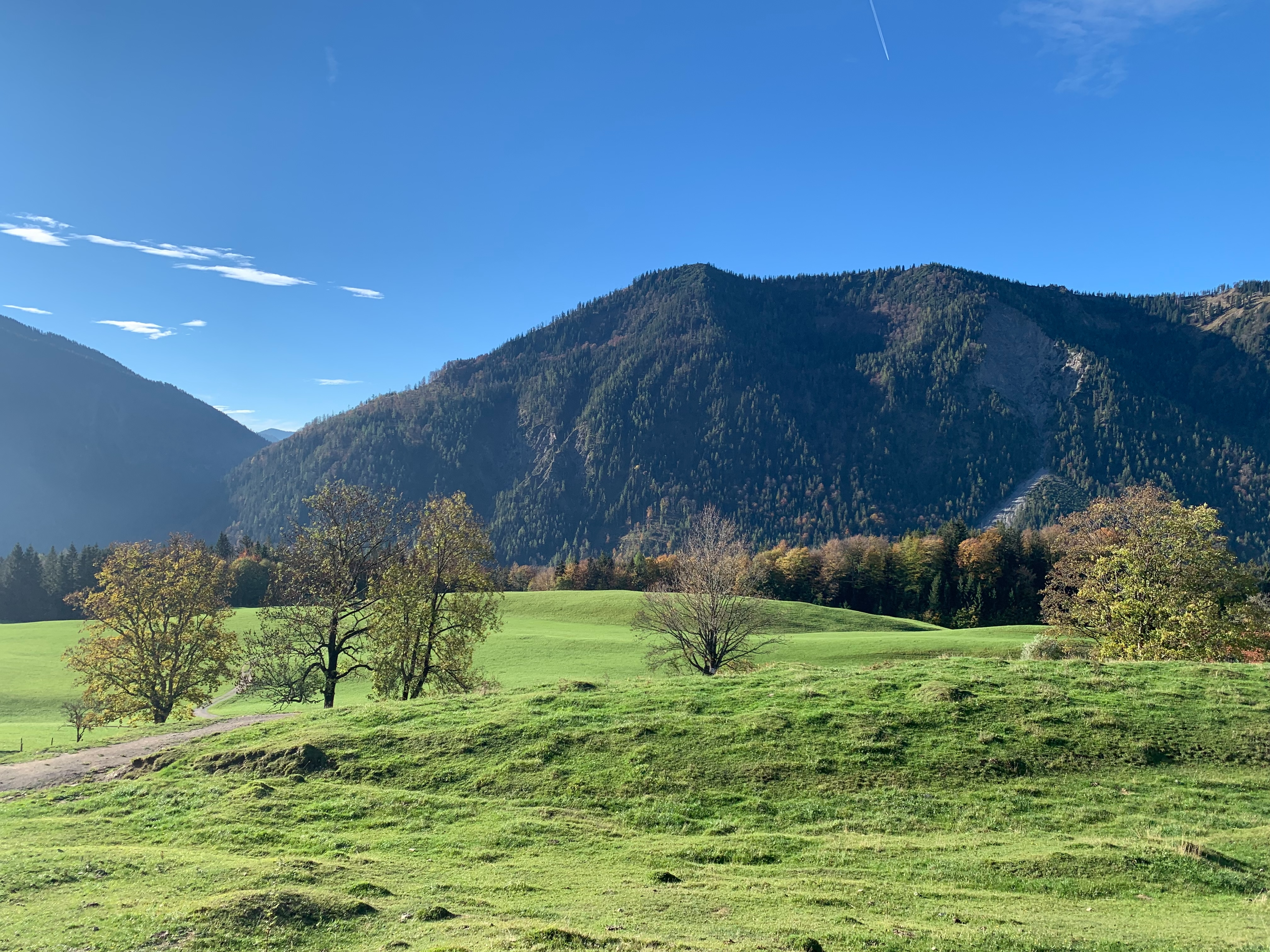
Seeberg in der Bildmitte (Blick nach Süden)